# Pisco (cidade)

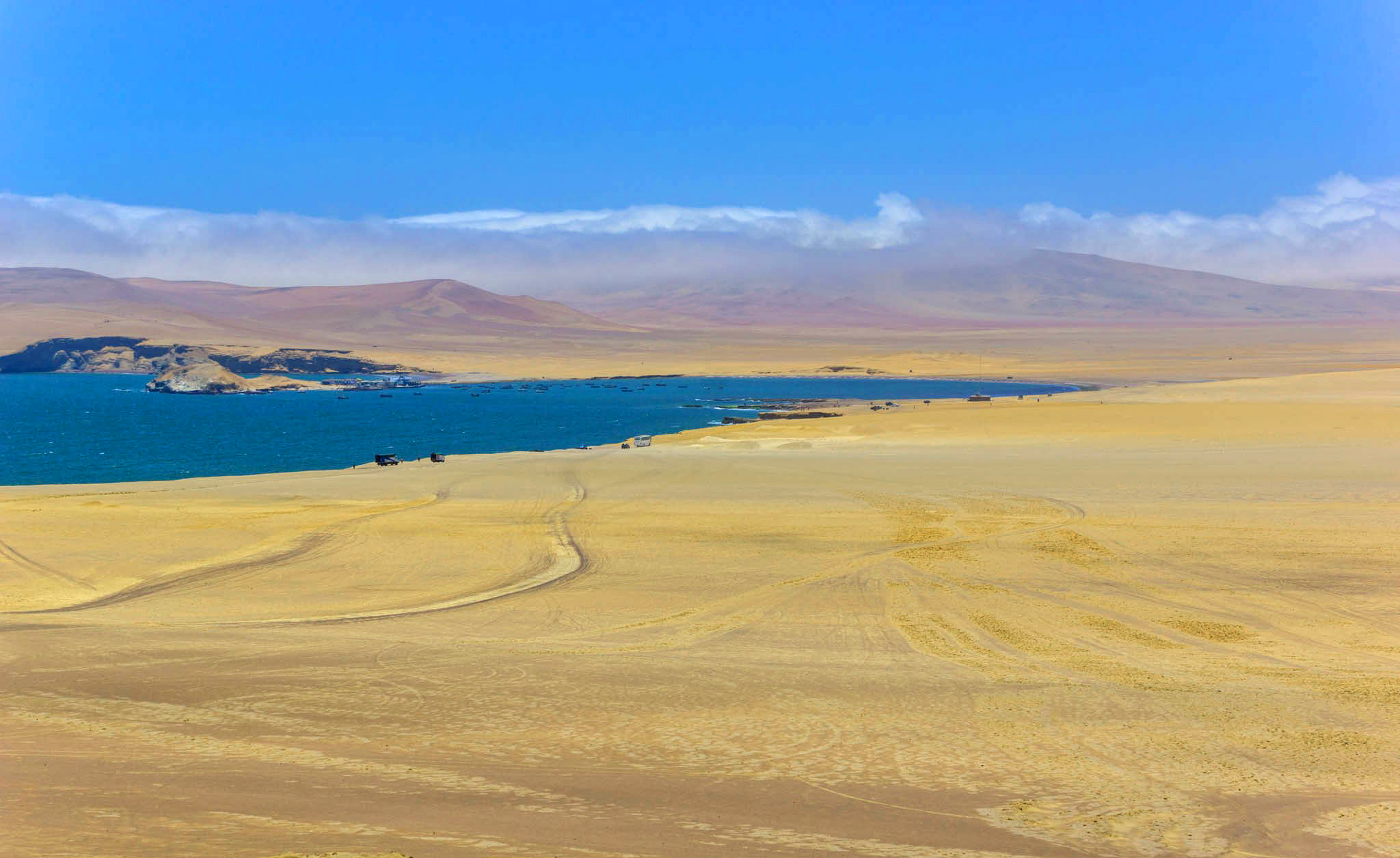
Península Paracas, próximo a Pisco

Pisco é a capital do distrito de Pisco e da Província de Pisco, na região de Ica, no Peru. A cidade está situada 9 metros acima do nível do Mar. Pisco prosperou originalmente devido a seus vinhedos: o nome da cidade batizou a típica bebida peruana pisco.

## História
"Pisco" é um nome quíchua que significa "pássaro". A região que abriga a atual cidade fazia parte dos territórios Paracas e Nazca na época pré-colonial. Por volta de 1000 a.C., ocorreu o primeiro assentamento sedentário na região.  A região vivia da extração de guano das ilhas, que era utilizado na produção de fertilizantes no Peru pré-colonial. Com o estabelecimento do Vice-Reino do Peru, o porto de Pisco passou a servir como porta de saída do mercúrio de Huancavelica e do pisco produzido nos vales da região.
Durante o governo do vice-rei do Peru Pedro Álvarez de Toledo y Leiva (1585-1654), marquês de Mancera, Pisco foi fundada como villa, com o nome de Villa de San Clemente de Mancera, embora sempre tivesse sido popularmente conhecida como Villa de Pisco. Pisco foi vítima dos ataques dos piratas Clerck e David. Em 1687, a cidade foi destruída por um terremoto seguido de maremoto. O vice-rei Melchor Portocarrero, então, transladou a cidade para a sua atual localização, refundando-a em 1689 como Villa de Nuestra Señora de la Concordia de Pisco.

### Independência do Peru
Em 1820, chegou, a Pisco, a Expedição Libertadora do Peru sob o comando de José de San Martín e Bernardo O'Higgins Riquelme, que desembarcou na baía de Paracas, criando a primeira bandeira e o primeiro brasão do Peru.

### Terremoto em 2007
A cidade está localizada muito próxima ao epicentro do terremoto de 15 de agosto de 2007 que atingiu a região centro-sul do Peru. O abalo alcançou a magnitude de 8,0 graus na escala Richter. Autoridades reportaram que 80% da cidade foi destruída, incluindo a catedral de São Clemente, na qual uma missa estava sendo celebrada no momento do terremoto. 127 mortes foram contabilizadas na catedral.